# Zographus
Zographus – rodzaj chrząszczy z rodziny kózkowatych i podrodziny zgrzypikowych.

## Zasięg występowania
Przedstawiciele tego rodzaju występują w Afryce Subsaharyjskiej.

## Systematyka
Do Zographus zaliczanych jest 12 gatunków:

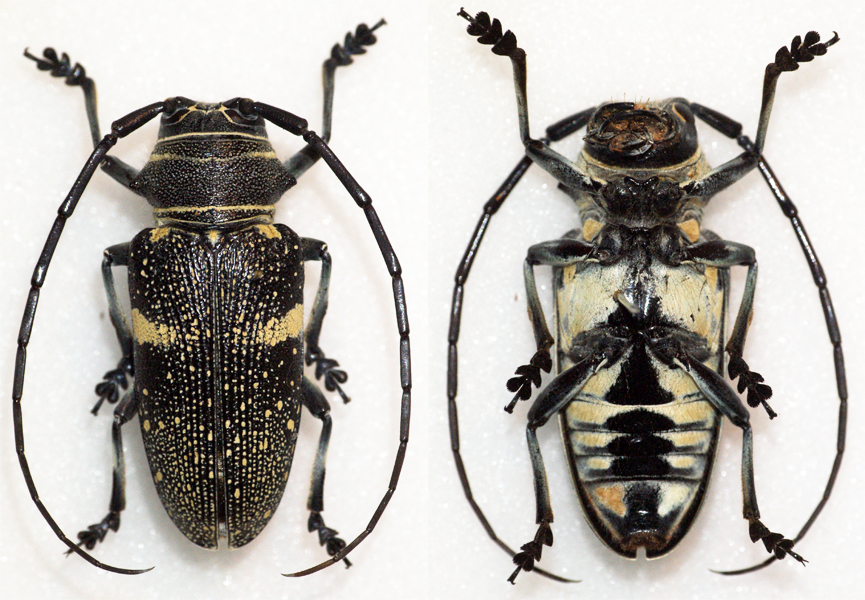
Zographus aulicus

- Zographus aulicus
- Zographus cingulatus
- Zographus hieroglyphicus
- Zographus lineatus
- Zographus nitidus
- Zographus niveipectus
- Zographus nivisparsus
- Zographus oculator
- Zographus plicaticollis
- Zographus pulverulentus
- Zographus regalis
- Zographus scabricollis